# لولا هوفمان
لولا هوفمان (بالإسبانية: Lola Hoffmann)‏ هي طبيبة نفسية وعالمة نفس تشيلية، ولدت في 19 مارس 1904 في ريغا في لاتفيا، وتوفيت في 30 أبريل 1988 في سانتياغو في تشيلي.